# Lenke Manó
Lenke Manó (Löwenrosen Manó) (Nagyszombat, 1868. november 5. – ?, 1940) rabbi, egyházi író.

## Élete
A budapesti Rabbiképző Intézet elvégzése után 1893-ban megválasztották rabbinak a morvaországi Magyarsárváron (Ungarisch-Ostrau). 1896-ban Besztercebányára került, majd 1905-től Lugoson volt rabbi. Zólyom vármegye első választott zsidó képviselő testületi tagja volt. Több monográfiát írt.

## Művei
- Bibliai olvasmányok című tankönyve, Besztercebánya, 1903. (3. kiad. 1924)
- A feniciai nyelv és emlékei (1892);
- A besztercebányai izr. népiskola 25 éves története, 1878-1903. Budapest, 1903

Cikkei a Magyar Zsidó Szemlében, a Bloch Emlékkönyvben, az Oest. Wochenschrift-ben jelentek meg.